# Beleg van Antiochië (1097-1098)
Het Beleg van Antiochië, de huidige Turkse stad Antakya, vond plaats tijdens de Eerste Kruistocht. De belegering door de kruisvaarders duurde van 21 oktober 1097 tot 2 juni 1098. Na de inname volgde een tweede belegering door de Seltsjoeken, van 7 juni tot 28 juni 1098.

## Achtergrond
Antiochië, een oude christelijke stad in het Byzantijnse Rijk, was enige jaren tevoren, in 1085, in handen gevallen van de islamitische Seltsjoeken. De Byzantijnse bouwwerken in de stad dateerden uit de tijd van Justinianus I en waren recent gerestaureerd of verbouwd, de Seltsjoeken hadden daarna de stad bemachtigd door middel van bedrog, waardoor de stadsmuren intact waren gebleven. Sinds 1088 was de gouverneur van de stad Yaghi-Siyan, deze was er zeer van bewust dat er een kruisvaart onderweg was vanuit Anatolië in 1097, en had de hulp ingeroepen van nabijgelegen moslimstaten, maar kreeg daar geen antwoord op. Om zich voor te bereiden op de komst van de kruisvaarders, zette hij de orthodoxe patriarch van Antiochië, Jan de Oxite gevangen. Verder gaf hij het bevel dat de orthodoxe Griekse en Armeense bevolking de stad moesten verlaten, de Syrische orthodoxen mochten wel blijven.
Ondertussen hadden de kruisvaarders er ruim drie maanden over gedaan om Antiochië te bereiken, nadat ze succesvol de Slag bij Dorylaeum hadden doorstaan. In de maanden die volgden werd de reis vooral bedreigd door voedseltekorten, de hitte maar ook de kou en de Seltsjoeken die op de loer lagen. Bij de oude Romeinse stad Heraclea scheidde een klein konvooi kruisvaarders onder leiding van Tancred en Boudewijn van Boulogne zich af op zoek naar voedsel; zij zouden zich later hergroeperen met het hoofdleger. Boudewijn van Boulogne zou echter niet meer terugkeren en had zijn zinnen gezet op de stad Edessa en de landerijen eromheen.

## Aankomst van de kruisvaarders
De kruisvaarders arriveerden bij de Orontes, dicht bij Antiochië op 20 oktober 1097. De drie leiders van de kruisvaart op dat moment, Godfried van Bouillon, Bohemund I van Taranto en Raymond IV van Toulouse hadden gezamenlijk een groot meningsverschil over wat te doen. Er rees onenigheid over de vraag of men de stad rechtstreeks moest aanvallen of langdurig belegeren. Of was het beter om door te gaan naar Jeruzalem (dat sinds 1071 in handen van de Seltsjoeken was)? Raymond zou geopteerd hebben voor een directe aanval op de stad, terwijl Godfried en Bohemund liever de stad belegerden en zo langzaam tot overgave wilden dwingen. Raymond legde zich bij de beslissing neer en de kruisvaarders omsingelden de stad grotendeels op 21 oktober. De stadsmuren waren opgewassen tegen een aanval al waren Yaghi-Siyans manschappen in de minderheid om een eventuele stormloop tegen te gaan, hij was dan ook erg opgelucht toen dit uitbleef. Bohemund sloeg zijn kamp op in het noordoosten van de stad, nabij de Sint-Paulpoort. Raymond zette zijn kamp op in het westen nabij de poort van de Hond en Godfried plaatste zijn manschappen ook in het westen nabij de poort van de Hertog, iets verder ten westen werd er een brug gebouwd om over de Orontes te kunnen naar het dorp Talenki. In het zuiden was er de toren van de twee zusters en in het noordwesten de poort van Sint-Jurgen, die beide niet geblokkeerd werden door de kruisvaarders. Deze werden dan ook gebruikt om de stad te bevoorraden. In het zuiden en oosten van de stad, lag er een heuvelachtig terrein, het gebied stond bekend als Silpius waar ook de citadel en de ijzeren poort aan gelegen waren.

## De belegering door de kruisvaarders
Rond midden november voegde Bohemunds neef Tancred zich met Armeense versterkingen bij de groep. Ook arriveerde er een Genuese vloot om de kruisvaarders te bevoorraden. Het beleg ging verder en in december brak er een ziekte-epidemie uit. De bevoorrading verliep steeds stroever, mede door het aanbreken van de winter. Aan het einde van de maand trokken Bohemund en Robrecht II van Vlaanderen met 20.000 manschappen erop uit om voedsel te vinden in het zuiden. Ondertussen wilde Yaghi-Siyan voordeel uit deze actie halen en liet zijn leger op 29 december via de Sint-Jurgenpoort Raymonds kampplaats aanvallen, gelegen bij het dorp Talenki. Raymond sloeg met gemak deze aanval af maar kon daarbij de stad niet in komen. Ondertussen ondervonden ook Bohemund en Robrecht weerstand. Zij werden aangevallen door de heerser van Damascus en zijn leger, die noordwaarts waren getrokken om Antiochië te ontzetten uit hun belegering. De kruisvaarders versloegen hun belagers. Noodgedwongen moesten ze toch terugkeren met maar een kleine voedselvoorraad. De maand eindigde zonder enig vooruitzicht. Er was nog een aardbeving op 30 december en de weken daarna kenden fikse regenbuien en koud weer.
In de verdere winter leden de belegeraars zware hongersnood. Eén op de zeven soldaten stierf van de honger en sommigen, waaronder de arme boeren die deel hadden genomen aan de Volkskruistocht onder leiding van Pieter de Kluizenaar, begonnen zelfs dode Turken op te eten. Sommigen begonnen te deserteren in januari 1098, waaronder ook Pieter de Kluizenaar. Deze werd echter weer gauw teruggevonden en teruggebracht door Tancred, wat zijn imago geen goed deed.
In februari verliet de Byzantijnse generaal en adviseur Tatikios plotseling het kruisvaarderskamp om met zijn leger terug te keren naar het Byzantijnse Rijk. Volgens de beschrijvingen van Anna Komnene werden de adviezen van Tatikios niet opgevolgd en werd er een moordcomplot tegen hem beraamd. Bohemund vond dat Tatikios een verrader en lafaard was en zag af van het plan om Antiochië aan het Byzantijnse Rijk af te staan. Bohemund zou dit al langer in zijn hoofd hebben gehad en er alles aan hebben gedaan om Tatikios te lossen. Godfried en Raymond konden deze chantage niet waarderen, maar de lagere adel en soldaten toonden hun sympathie voor de daadkracht van Bohemund. Gedurende deze gebeurtenissen zocht Yaghi-Siyan steun bij andere moslimgroeperingen, een leger onder leiding van Ridwan van Aleppo arriveerde maar werd ook verslagen voordat het Antiochië in zicht kreeg.
In maart kregen ze versterking van een Engelse vloot onder leiding van Edgar Ætheling, een Engelse troonpretendent in ballingschap. Hij werkte voor het Byzantijnse Rijk en had voor bevoorrading gezorgd en materieel om belegeringstorens te bouwen. Deze gingen echter verloren op 6 maart door een hinderlaag van een garnizoen van moslims dat het materieel vernietigde. Met hulp van Godfried van Bouillon konden nog wat spullen gered worden en werd het moslimgarnizoen verslagen. Hoewel Edgar een vloot en materieel had verkregen van Alexius, werd dit door de kruisvaarders niet beschouwd als Byzantijnse steun. De kruisvaarders maakten van het overgebleven materieel een paar belegeringstorens en een houten fort, genaamd La Mahomerie om de ook gemaakte brug naar Talenki te blokkeren voor een uitval van Yaghi-Siyans leger om de bevoorradingsverbindingen aan te vallen vanuit Sint-Simeon en Alexandretta. Ook werd van het materieel het vrijstaande klooster aan de westpoort van Sint-Joris opgebouwd. Tancred zou dit klooster als bevoorradingscentrale gebruiken en het zou te boek staan als Tancred's Fort. Voor 400 zilveren marken werd La Mahomerie gekocht door Raymond van Toulouse, eindelijk kende het beleg enig effect op de goed verdedigde stad, de bevoorradingsverbindingen werden stabieler en het voorjaar naderde.
In april arriveerden enkele Fatimiden-ambassadeurs uit Egypte in het kruisvaarderskamp om te bemiddelen over vrede, zij waren immers de vijanden van hun vijanden. Pieter de Kluizenaar, die vloeiend Arabisch sprak, werd gestuurd om te bemiddelen, de onderhandelingen liepen op niets uit. De Fatimiden namen aan dat de kruisvaarders simpel gezegd huurlingen waren van de Byzantijnen, en waren bereid het Syrische gebied aan hen te laten als ze maar uit het Palestijnse gebied wegbleven. Een soort verdrag was daarvoor al gesloten met de Byzantijnen, maar de kruisvaarders konden geen gebied prijsgeven waarin de stad Jeruzalem lag. De Fatimide-gasten werden keurig behandeld en ze kregen giften mee, al werd er geen verdrag gesloten.

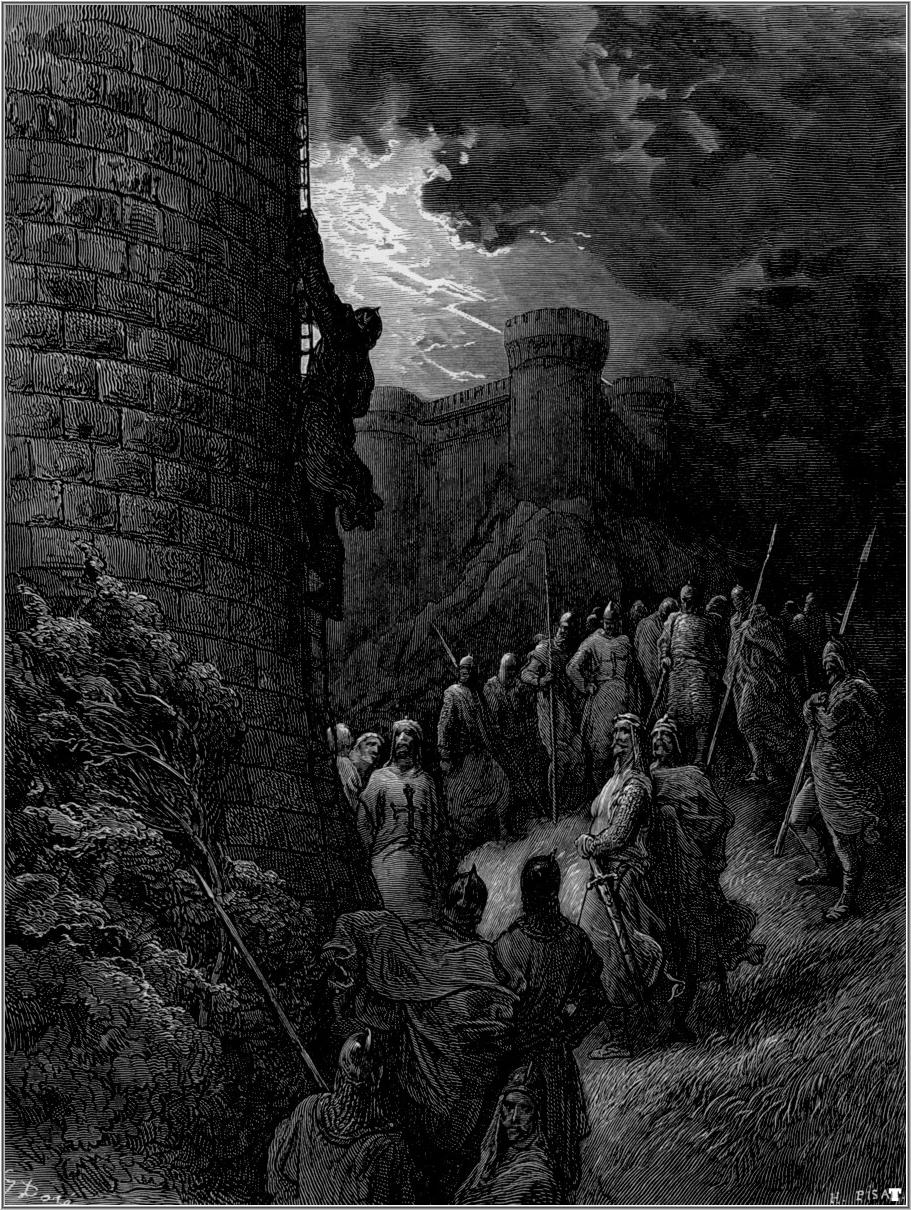
Bohemund beklimt de toren van de Twee zusters voor onderhandelingen met poortwachter Firouz, gravure Gustav Doré.

## Inname van Antiochië
In mei 1098 naderde een groot moslimleger onder aanvoering van Kerbogha uit Mosoel om de stad te ontzetten. De kruisvaarders beseften dat ze de stad moesten innemen vóór dit leger zou arriveren, omdat het groter was dan de voorgaande legers. Kerbogha had zijn leger samengevoegd met dat van Ridwan uit Aleppo en de heerser van Damascus, die al eerder een poging hadden gedaan om Antiochië te ontzetten. Ze werden nog aangevuld met manschappen uit Perzië en Mesopotamië. De kruisvaarders kregen nog wat tijd, want eerder was dit moslimleger eerst Edessa ingetrokken om de stad in te nemen, die onder leiding van Boudewijn van Boulogne stond. Na drie weken was dit nog niet gelukt en trokken ze door naar Antiochië.
Als er nog een mogelijkheid was om de stad in te nemen was het nu. Bohemund had in het geheim contact met een van de torenwachters, genaamd Firouz, een Armeense wachter op de toren van de twee zusters. Deze had een hekel aan Yaghi-Siyan, waardoor Bohemund hem probeerde te overtuigen de poorten open te zetten. Bohemund ging toen terug naar de andere leiders van de kruistocht en blufte dat hij zo kon regelen om hun de stad in te leiden, als ze dan de stad aan hem overdroegen. Raymond IV van Toulouse werd echter woedend en zei dat de stad gewoon overhandigd moest worden aan het Byzantijnse Rijk, zoals beloofd was. Maar de andere leiders, Godfried, Tancred, Robert en anderen zagen een hopeloze situatie voor zich, en gaven toe aan de voorwaarden van Bohemund.

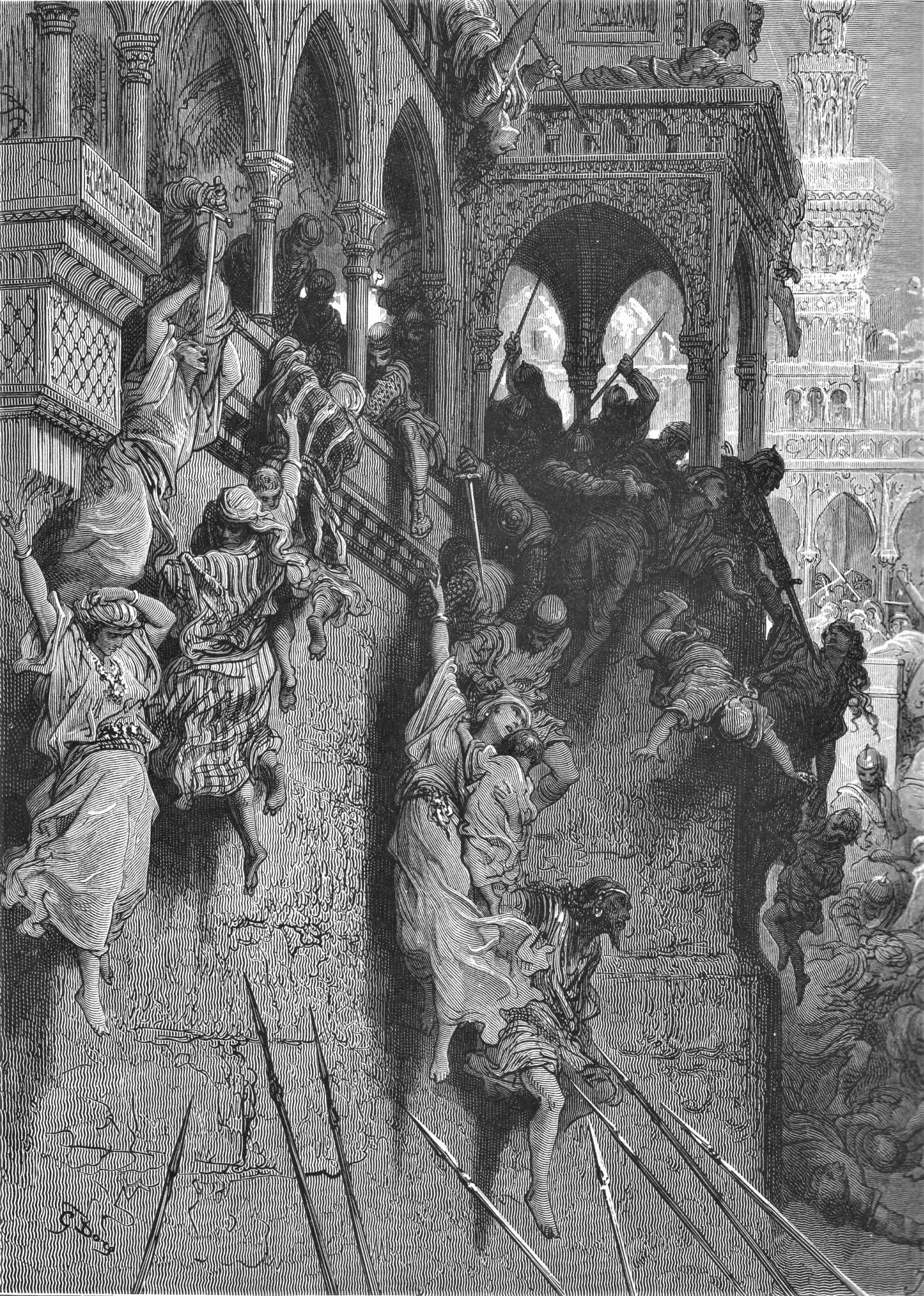
De massamoorden in Antiochië, gravure van Gustav Doré.

Ondanks het besluit waren er op 2 juni nog enkele kruisvaarders die deserteerden, onder hen Stefanus II van Blois. Later op de dag had Firouz instructies gegeven aan Bohemund, om een schijnvertrek te doen naar het verwachte leger van Kerbogha in het donker, en daarna weer terug te keren en de stadsmuren te bestormen. Toen dit daadwerkelijk werd gedaan, opende Firouz de poorten waarop een afslachting en massamoorden volgden. Andere christenen openden andere poorten binnen de stad en deden mee aan de afslachting van de Turken in de stad. De kruisvaarders vermoordden niet alleen de Turken maar ook enige christenen, omdat dit in de razernij niet viel te stoppen, waaronder ook Firouz' broer. Yaghi-Siyan wist de stad uit te vluchten, maar werd gepakt door Syrische christenen en daarna onthoofd. Zijn hoofd werd naar Bohemund gebracht als trofee.

## Belegering door de Turken
Aan het einde van de dag op 3 juni hadden de kruisvaarders de stad grotendeels in handen, behalve de citadel, die in handen van Yaghi-Siyans zoon Shams ad-Daulah bleef. Jan VII de Oxite werd uit gevangenschap bevrijd en hersteld als orthodox patriarch door Adhemar van Le Puy, die het bondgenootschap met de Byzantijnen in stand wilden houden, zeker omdat Bohemund de stad voor zichzelf wilde. De stad leed voedseltekort. Daarbij kwam nog dat er een moslimleger onderweg was. Het leger van Kerbogha arriveerde slechts twee dagen later, op 5 juni. Twee dagen later bestormden zij de stad, zonder succes, en begonnen zij op hun beurt de stad te belegeren op 9 juni.
Meer kruisvaarders namen de benen, voor Kerbogha arriveerde, en sloten zich aan bij Stefanus van Blois in Tarsus. Stefanus had het leger van Kerbogha zijn kamp zien opslaan bij Antiochië en dacht dat alle hoop op een goede afloop verloren was; ook zijn mededeserteurs waren hiervan overtuigd. Op hun terugweg naar Constantinopel kwam Stefanus met zijn medevluchters aan het hof van Alexius, die plannen maakte om met een leger de kruisvaarders bij te staan, die daarbij niet wist dat de kruisvaarders de stad hadden ingenomen en nu zelf belegerd werden. Stefanus wist hem ervan te overtuigen dat de overige kruisvaarders zo goed als dood waren. Daarbij hoorde Alexius van een vertrouweling dat er nog een Seltsjoek-leger onderweg was naar de stad. Daarom besloot hij ook terug te keren naar Constantinopel, dan een mogelijk al verloren slag aan te gaan.

### Ontdekking van de Heilige Lans

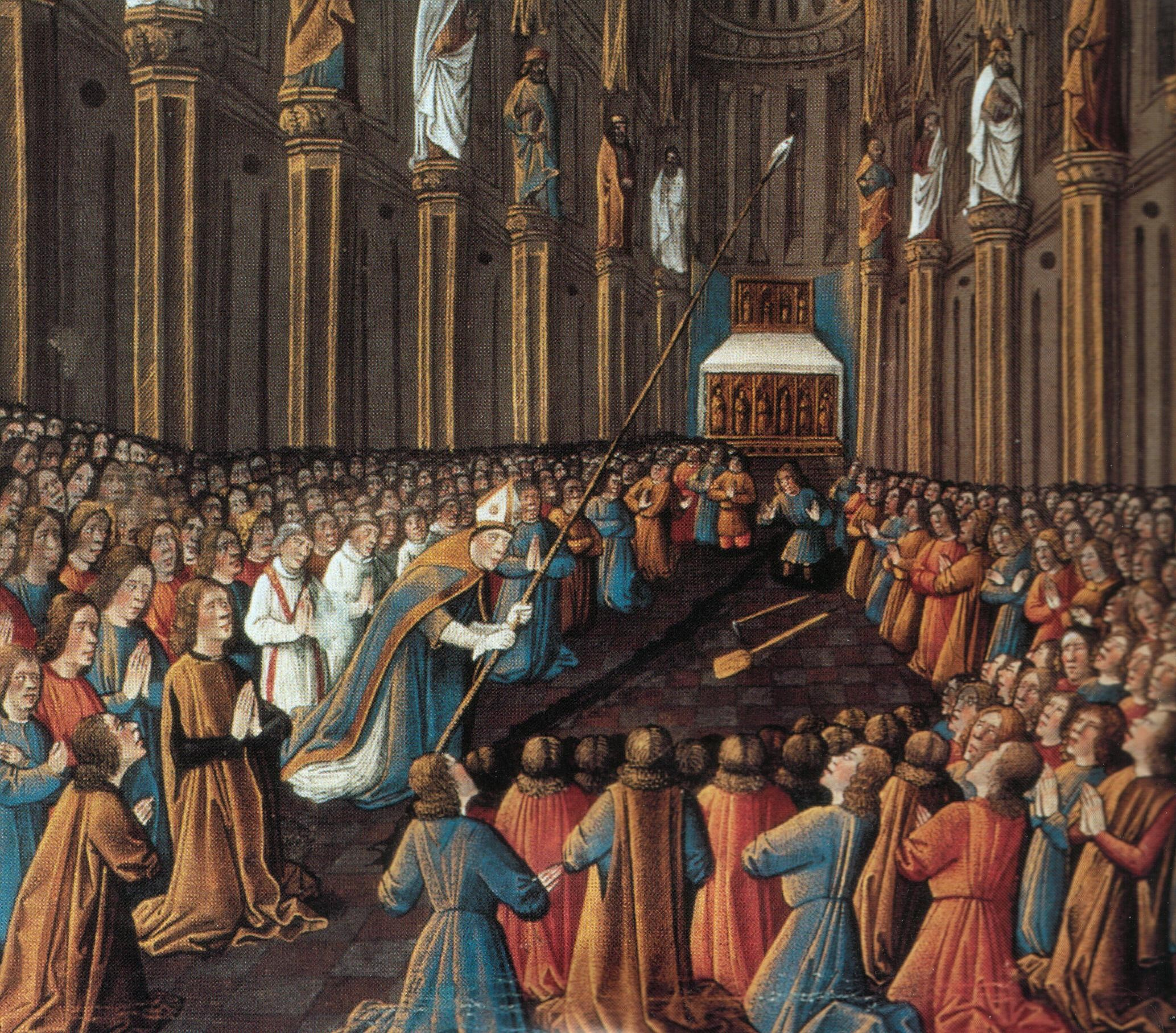
Vertoning van de Heilige Lans in de Sint-Pieterkathedraal

Ondertussen was er in Antiochië een arme en mysterieuze monnik genaamd Peter Bartholomeus die vertelde dat hij een visioen had gehad van de heilige Andreas, die hem vertelde over de Heilige Lans, en dat die zich in deze stad zou bevinden. De in hongersnood verkerende kruisvaarders waren gevoelig voor visioenen en hallucinaties, en een andere monnik genaamd Stefanus van Valence meldde, dat hij Christus en de Heilige Maria had gezien. Op 14 juni werd er gezien dat er een meteoriet-inslag was in vijandelijk kamp, wat geïnterpreteerd werd als een voornaam teken. Onder de kerkgezanten bestond verdeeldheid over het visioen van Peter. Adhemar van Le Puy had zijn bedenkingen omdat hij al in Constantinopel een reliek had gezien van de Heilige Lans. Raymond van Aguilers geloofde in het visioen en begon met Willem, bisschop van Orange de volgende morgen op 15 juni te graven in de Sint-Pieterkathedraal. Ze vonden niets, maar toen Peter zelf in de put ging graven, kwam hij met een speerpunt naar boven. Raymond zag dit als het teken van overleven en dat ze zich op moesten maken voor een volgende veldslag en zich vooral niet moesten overgeven. Peter kreeg daarna nog een visioen waarin Sint-Andreas hem en de kruisvaarders opdroeg om nog eens vijf dagen te vasten, waarna ze de volledige overwinning op de moslims konden behalen.
Bohemund was sceptisch over de vondst van de Heilige Lans, maar het viel niet te ontkennen dat het de moraal van de kruisvaarders goed deed. Het was ook mogelijk dat Peter vertelde wat Bohemund wilde horen, in plaats van wat Sint-Andreas wilde. Bohemund vernam, uit het kamp van Kerbogha, dat de verschillende partijen binnen de gelederen onenigheid hadden, en ze niet samen zouden gaan werken bij een eventuele veldslag. Op 27 juni werd Pieter de Kluizenaar gestuurd om te onderhandelen met Kerbogha, maar dit resulteerde in niks, waardoor een veldslag met de Turken onvermijdelijk werd. Bohemund formeerde zes divisies. Een van de divisies nam hij onder zijn hoede. De andere vijf werden geleid door Hugo I van Vermandois, Robrecht van Vlaanderen, Godfried, Robert van Normandië, Adhemar, Tancred en Gaston IV van Béarn. Raymond van Toulouse bleef achter, vermoedelijk omdat hij ziek was om met 200 man de citadel te bewaken. Deze werd nog steeds behouden door de moslims, nu onder leiding van Ahmed Ibn Merwan.

## De slag

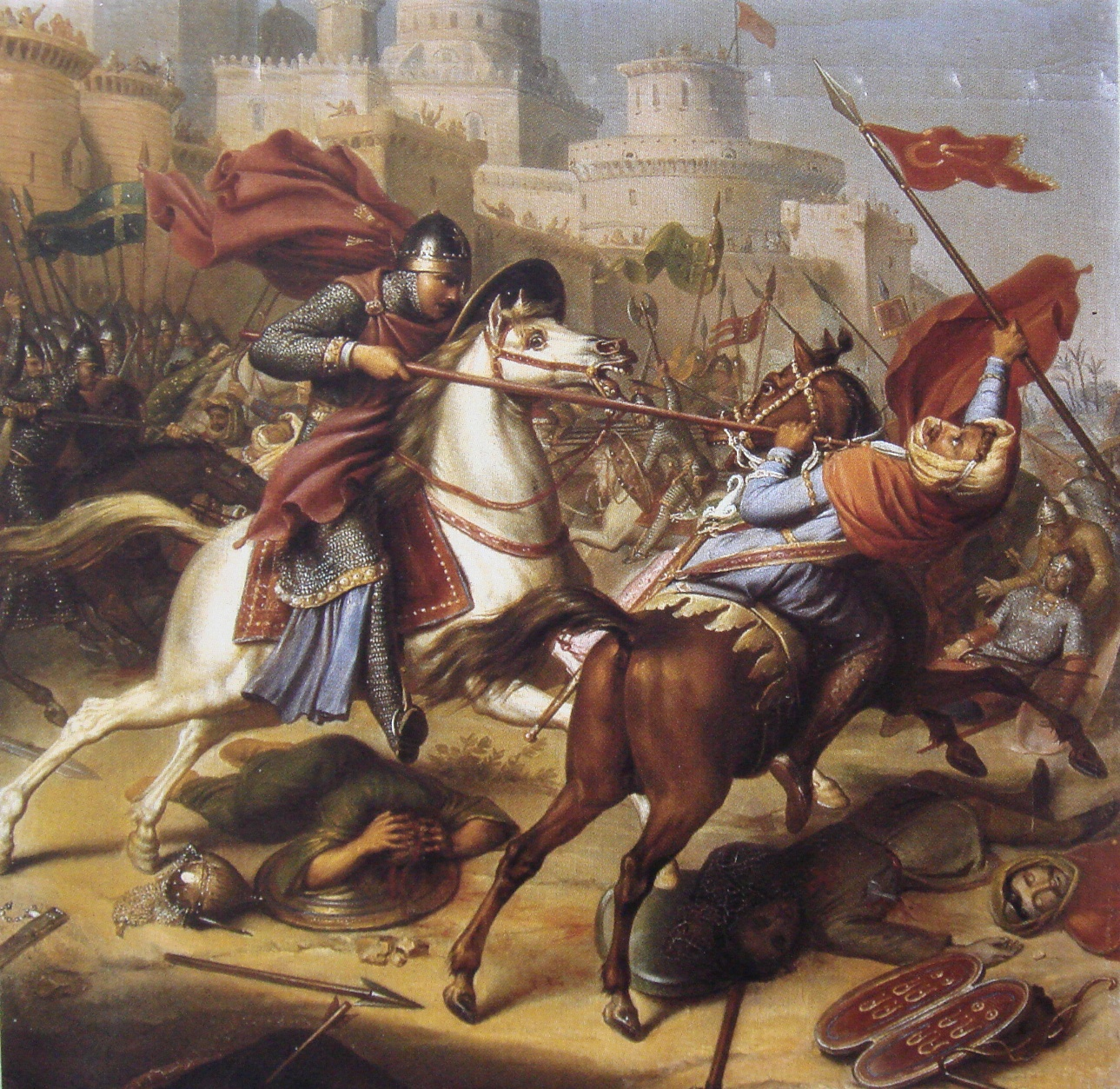
Robert van Normandië doet een uitval

Op maandag 28 juni waagden de christenen een uitval vanuit de stadspoort, met Raymond van Aguilers die de Heilige Lans voor zich uit droeg. Bij Kerbogha sloeg vertwijfeling toe om zijn staf de opdracht te geven voor een frontaanval of de divisies een voor een af te gaan, men had zich echter niet berekend over de grootte van het christenleger. Vervolgens besloot Kerbogha zich terug te trekken, in de hoop ze naar ruiger terrein te leiden, terwijl zijn boogschutters voortdurend de kruisvaarders beschoten. Een divisie werd verdreven naar de linkerflank van de kruisvaarders, die geen beschutting konden vinden bij de rivier; Bohemund formeerde snel een zevende divisie en stootte terug. De Turken maakten veel slachtoffers, onder wie de standaarddrager van Adhemar. Vervolgens zette Kerbogha een grasland in vuur en vlam om de posities van elkaar te scheiden, maar dit hinderde niet. Volgens overleveringen waren tijdens de slag drie heiligen aanwezig die de kruisvaarders voorgingen: Sint-Joris, Sint-Demetrius en Sint-Mauritius. De slag verliep vervolgens snel, de kruisvaarders kregen Kerbogha's overige leger in het vizier, waarna vele Turken in paniek raakten, de heerser van Damascus vluchtte en al gauw trok de rest van het moslimleger zich terug.

## Nasleep
Toen ook Kerbogha op de vlucht sloeg, gaf de citadel onder commando van Ahemed Ibn Merwan zich over, maar alleen aan Bohemund, en niet aan Raymond; dit leek al geregeld zonder dat de andere leiders ervan wisten. Zoals verwacht eiste Bohemund de stad op, maar Raymond en Adhemar waren hier nog steeds op tegen. Hugo van Vermandois en Boudewijn II van Henegouwen werden naar Constantinopel gestuurd, tijdens de reis verdween Boudewijn van Henegouwen echter in een hinderlaag. Alexius was echter niet geïnteresseerd om een expeditie te sturen om de stad op te eisen, zo laat nog tijdens het einde van de zomer. Ondertussen in Antiochië had Bohemund verklaard dat Alexius de kruisvaarders verlaten had en dat alle eedverklaringen niet meer rechtsgeldig waren. Bohemund en Raymond hadden beiden het paleis van Yaghi-Siyan in hun bezit, maar Bohemund had het overgrote gedeelte van de stad in handen en liet zijn banier overal plaatsen op de stadsmuren. Bronnen uit die tijd gaven ook aan dat de Franken uit Noord-Frankrijk, de provincialen uit Zuid-Frankrijk en de Noormannen uit Zuid-Italië zich onderscheidden in aparte naties en ieder zijn status of domein wilde bevorderen. Dit kon te maken hebben met politieke verwikkelingen, maar persoonlijke ambities waren meestal de reden van de conflicten onder elkaar.
Al gauw brak er een nieuwe epidemie uit, mogelijk buiktyfus, en op 1 augustus stierf de kerkgezant Adhemar van Le Puy. In september schreef men een brief aan paus Urbanus II om hem het leiderschap van de kruistocht op zich te laten nemen, maar deze weigerde. Tot aan het einde van 1098 werd de omgeving van de stad ingenomen door de kruisvaarders, al werden er geen extra paarden gevonden en wilde de moslimboeren hen niet voeden. De soldaten werden ongeduldig en stierven van de honger, en dreigden zonder hun leiders verder te trekken naar Jeruzalem. In november gaf Raymond dan toch toe en liet de stad aan Bohemund. Bij de aanvang van 1099 werd de mars op Jeruzalem voortgezet. Bohemund van Taranto bleef in de stad achter als de eerste prins van Antiochië. Het grootste deel van de kruisvaarders verliet de streek om naar Jeruzalem te gaan en daar het Beleg van Jeruzalem te beginnen.
Peter Barthomeleus werd openlijk uitgedaagd of zijn vinding van de Heilige Lans op waarheid berustte. Hij liep over een kolenvuur om zijn onschuld te bewijzen, maar door zijn verwondingen overleed hij twaalf dagen later in Antiochië.
Het beleg van Antiochië kreeg al snel een legendarische status. Het werd bezongen in het Chanson d'Antioche, een Frans heldenepos dat rond 1180 gecomponeerd werd.